# Neotama
Neotama là một chi nhện trong họ Hersiliidae.